# Sulfate de rhodium(III)
Le sulfate de rhodium(III) est un composé chimique de formule Rh2(SO4)3. Il se présente comme un solide rouge-orangé cristallisé, dont il existe également des hydrates amorphes, un tétradécahydrate rouge et un pentadécahydrate jaune. Il présente une structure cristalline trigonale dans le groupe d'espace R3 (no 148). Il existe également un dihydrate orthorhombique du groupe d'espace Pnma (no 62) ainsi que d'autres hydrates.
Le sulfate de rhodium(III) peut être obtenu en faisant réagir de l'oxyde de rhodium(III) Rh2O3 ou de l'hydroxyde de rhodium(III) Rh(OH)3 avec de l'acide sulfurique H2SO4 pour donner le tétradécahydrate ou le pentadécahydrate selon les conditions de réaction :
Rh2O3 + 3 H2SO4 ⟶ Rh2(SO4)3 + 3 H2O.
Le sulfate de rhodium(III) est un produit intermédiaire dans la production de rhodium et est utilisé pour la galvanoplastie avec du rhodium (placage au rhodium),.